# Катаруза
Катаруза (*д/н — бл. 1867) — 28-й мвене-мутапа (володар) Мономотапи в 1843—1867 роках.

## Життєпис
Походив з династії Мбіре. Син мвене-мутапи Кандеї I. після повалення 1830 року батька своїм братом Дзекою брав участьу боротьбі проти останнього. Перебіг війни достеменно невідомий. лизько 1843 року вдалося повалити Дзеку. На той час Кандея вже помер, тому трон отримав Катаруза.
Намагався відновити торгівельні відносини з португальцями, що тривалий час невдавалося через збереження розгардіяжу на караванних шляхах. Про нього згадує Девід Лівінгстон, зазначаючи, що Катаруза був правителем невеличкої держави. скарбниця його поповнювалася завдяки митам з торгівців. У 1861—1862 роках португальці відновили фаерс (ярмарок-поселення) зумбо, що сприяло відновленню торгівлі в області Каранга.
Помер Катаруза близько 1867 року. Йому спадкував старший син Кандея II.